# ماكسيم بارسوف
ماكسيم بارسوف (بالروسية: Максим Борисович Барсов)‏ هو لاعب كرة قدم روسي في مركز الهجوم، ولد في 29 أبريل 1993 في تفير في روسيا. لعب مع لوكوموتيف موسكو ونادي أورينبورغ ونادي سوتشي.

## وصلات خارجية
- ماكسيم بارسوف على موقع قاعدة بيانات كرة القدم.إي يو (الإنجليزية)
- ماكسيم بارسوف على موقع Soccerway.com (الإنجليزية)
- ماكسيم بارسوف على موقع عالم كرة القدم.نت (الإنجليزية)